# Sveti Žiga
Sveti Žiga, mednarodno Sveti Sigismund (tudi Siegismund, Sigmund, Siegmund), burgundski kralj in svetnik katoliške cerkve, * 5. stoletje, † 524.
Sigismund je bil kralj Burgundije od leta 516 do svoje smrti. Bil je sin arijanskega kralja Gundobada, po katerem je nasledil prestol. Prvotno je bila Burgundija samostojna država v Porenju (med Wormsom in Mainzem), ko so jo leta 436 zavojevali Huni, pa se je preostanek burgundcev preselil na območje današnje Francije, v pokrajino med Švico in [pariška kotlina|pariško kotlino]] (današnja Burgundija). 
Sigismund je bil učenec škofa katoliškega dunajskega škofa Avitusa, ki ga je odvrnil od arianske vere prednikov. Leta 497 je sprejel katoliško vero in se dal krstiti. Bil je pobožen vladar in zaščitnik katoliške cerkve. Dvakrat je bil poročen; druga žena je bila ljubosumna na njegovega sina iz prvega zakona (ta naj bi jo tudi užalil). Sigismunda je prepričala, da ga hoče ubiti in se polastiti njegovega prestola. Ženi je verjel in dal sina obestiti (517). Ko je spoznal svojo zmoto, se je umaknil v samostan Saint Maurice, ki ga je leta 515 ustanovil v kraju Agaune v Valaisu (Švica). Ko se je leta 518/519 vrnil iz samostana, je frankovski kralj Hlodomir (kralj Orleansa) začel vojno z Burgundci. Sigismund je vojno izgubil in bil z družino odveden v ujetništvo, njegov brat Godomar je pobegnil. Po ukazu Hlodomirja je bil Sigismund z družino utopljen v vodnjaku v Coulmiersu (verjetno 1. maja 524). Godomar je ponovno zbral burgundsko vojsko in ponovno pridobil  kraljestvo. 
Burgundci so Sigismunda po smrti začeli častiti kot mučenika. Iz vodnjaka so njegove kosti prenesli v svetišče, postavljeno v kraju Agaune, nato pa so leta 537 pokopali v cerkvi sv. Janeza v St. Maurice-u. V 14. stoletju je dal cesar Svetega rimskega cesarstva Karl IV. njegove posmrtne ostanke prepeljati v Prago (zaradi tega je sv. Sigismund pomemben svetnik v okviru Češke republike). Nekaj relikvij je tudi v Freisingu. Njegov god se praznuje 11. maja.
Sv. Žiga je zavetnik zmage (zmagovalcev).